# تومويوكي هايروز
تومويوكي هايروز (باليابانية: 廣瀬智行) هو لاعب كرة قدم ياباني، ولد في 3 سبتمبر 1994. لعب مع Yokogawa Musashino FC ‏.

## وصلات خارجية
- تومويوكي هايروز على موقع رابطة كرة القدم اليابانية للمحترفين (اليابانية)
- تومويوكي هايروز على موقع Soccerway.com (الإنجليزية)